# Bataille de Gaouz (1918)
Résistance des Ayt Atta
Batailles
• Bataille de Timimoun(1901) 
• Bataille de Métarfa(1901) 
• Bataille de Béni Abbes
• Bataille de Kadoussa (1916)
• Bataille de Gaouz (1918)
• Battle of Lhara (1919)
• Bataille de Takenza (1922)
• Bataille de Bou Guemmez (1922)
• Bataille de Wawizeght (1922)
• Bataille de Bougafer (1933)
La bataille de Gaouz (ou « affaire du Tafilalet ») se déroula le 9 août 1918 dans la palmeraie de Gaouz, au sud‑est du Maroc. Opposant le groupe mobile français composé essentiellement de la 2e compagnie Montée du 1er Étranger, de tirailleurs sénégalais et tunisiens, appuyés par une section de mitrailleuses et une pièce de 65 mm  aux forces tribales Ait ‘Atta commandées par Moha n‑Ifrouten, elle se solde par une défaite cuisante pour l’armée coloniale, marquée par des corps à corps sanglants et un repli difficile sous tempête de sable.

## Contexte stratégique
Dès 1915, le «plan Tafilalet» visait à contrôler cette région isolée pour sécuriser l’est du Protectorat. En décembre 1917, le groupe mobile de Bou‑Denib occupe El‑Boroudj et installe un camp retranché. Mais l’arrivée de l’épidémie de grippe espagnole, l’épuisement des tirailleurs, et la mobilisation mystico‑tribale provoquée par Moha n'ifrouten  prétendant être la réincarnation du chérif Idrisside Moha n‑Ifrouten fragilisent la position française. Grâce à son charisme et à des « miracles », il fédère plusieurs tribus (Ait ‘Atta, Ayt Khebbach, Ayt Y’azza) et prend l’initiative de la guérilla dans la palmeraie de Gaouz.

## Forces en présence

### Français
- 2e Compagnie Montée du 1er Régiment Étranger (Légion)
- Section de mitrailleuses (Lieutenant Jorel)
- Section de 65 mm
- Bataillon mixte tunisien‑sénégalais
- Effectif total: inconnues
- Commandement: Colonel Doury, Chef de bataillon Pochelu

### Résistants
- Iréguliers Ayt ‘Atta
- Chef de guerre: Moha n‑Ifrouten
- Mobilisation religieuse et tribale (“300 ou 400 combattant”)
- Embuscades dans les séguias et fourrés de palmiers[1]

## Déroulement de la bataille

### 8 août 1918  Nuit de campement
La Compagnie Montée campe à 12 km au NW de Gaouz, au pied du ksar de Sefalat, à la lisière Ouest de la palmeraie.

### 9 août 1918  Attaque de la harka
- 06 h–09 h: la Section de mitrailleuses et la Compagnie Montée appuient le Groupe mobile de Doury. Une mitrailleuse s’enraye et reste hors de combat. Les Marocains refluent dans la palmeraie.
- 09 h–12 h: arrêt sur le terrain. Les soldats mangent la soupe avant la poursuite.
- 12 h: Doury forme deux colonnes pour traverser la palmeraie vers l’Est: * Colonne Nord: sous Pochelu — Compagnie Montée, bataillon tunisien‑sénégalais, section de 65. Colonne Sud : reste des troupes françaises[3].

La colonne Nord pénètre dans la palmeraie à l’Ouest du ksar de Gaouz. Embuscade dans les séguias : plusieurs légionnaires et tirailleurs sont touchés. Le Sergent Picard rassemble les montures blessées et les met à l’abri. La Compagnie Montée charge trois fois à la baïonnette, repousse partiellement l’ennemi, mais subit l’enrayement généralisé de ses armes automatiques.
- 14 h30: engagement majeur: Les Sénégalais reculent sous le feu nourri.
- La 2e Compagnie, par deux charges à la baïonnette, rétablit la ligne.
- Tous les mortiers et mitrailleuses sont enrayés ou hors d’état ; Lt Jorel blessé, meurt poignardé. Sous‑lieutenant Freycon tombe, tué d’une balle au front, son corps est récupéré puis abandonné devant l’avancée ennemie. Capitaine Timm, grièvement blessé au bras puis à la face, organise le repli depuis un mulet jusqu’à ce que son poignet soit broyé et qu’il succombe peu après. Seuls l’adjudant‑chef Roqueplan, le Sergent Forny et trois caporaux restent en formation[3].

À 15 h, le repli s’amorce sous un corps à corps sauvage. Une tempête de sable, vers 17 h, masque la fuite vers Tighmart, atteinte à 21 h.

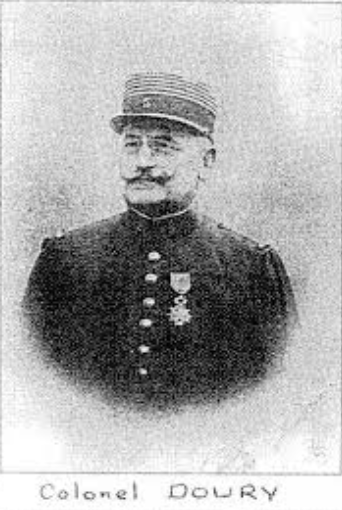
Photo du Colonel Doury

## Conséquences à long terme
- Le Tafilalet reste indépendant et isolé jusqu’en 1934, malgré des tentatives ultérieures de la part des forces coloniales pour contenir les Ait ‘Atta[2].
- Moha n‑Ifrouten, fort de sa victoire, exécute les traîtres au Protectorat dans toute la région et envoie des troupes  jusqu’au Moulouya, fomentant un projet d’attaque sur Fès et les villes côtières[1].
- En septembre, diversion des eaux de l’Oued Ziz pour fragiliser les fortifications de Tighmart[1].
- Le maréchal Lyautey, conscient de l’échec, ordonne la retraite sur Erfoud le 15 octobre 1918 ; un fort y est établi, mais la France garde un goût amer de ce « Grand Bluff » 1917–1918[1].

## Appréciations historiographiques
Si la carrière de Lyautey est globalement saluée pour sa vision coloniale, «l’affaire du Tafilalet » reste son principal revers personnel, décrit par plusieurs historiens (notamment Jacques Berque) comme un « échec d’anticipation stratégique et de logistique dans une région trop vaste et hostile pour un simple groupe mobile ».

## Citation à l’ordre de l’Armée
« La 2e Compagnie Montée du 1er Étranger, unité d’élite ayant l'esprit de dévouement et de sacrifice porté au point le plus élevé, qui a toujours donné de beaux exemples d’énergie et de courage. Au combat de Gaouz, le 9 août 1918, sous la vigoureuse impulsion du Capitaine Timm s'est élancée par de nombreuses charges à la baïonnette au secours d’unités aux prises avec un ennemi dix fois plus nombreux et fanatisé, a tenté par d'héroïques efforts la reprise du mouvement en avant. A été le noyau où sont venus se grouper tous les éléments épars des autres unités, perdant deux Officiers et cinquante Sous-officiers et soldats tués, ramenant quand même son Capitaine grièvement blessé. »